# 蔡菀庭
蔡菀庭（英文：Tiffany Choi Yuen Ting，1994年6月20日—），香港女主持及演員，2017年多倫多華裔小姐競選冠軍，現為無綫電視經理人合約藝員。

## 背景
蔡菀庭在香港出生，有兩名弟弟，中學就讀於香港兆基創意書院，她中學時（約17至18歲）前往加拿大升學，就讀於懷雅遜大學商科學系。2017年度參選多倫多華裔小姐競選並成为「四料」冠軍；後參選2018年度國際中華小姐競選，參賽號碼為15號，並成為冠軍大熱，雖順利進入五強，惟最終落選。2018年5月成為無綫電視經理人合約藝員；2018年10-12月入讀為短期的無綫電視藝員訓練班。
2024年10至2025年3月，她在《直播靈接觸》（第二輯），先後飾演恐怖娃娃，並在第40、41集擔任代班主持。

## 外部連結
- 蔡菀庭的Instagram帳戶
- 2017多倫多華裔小姐競選：9號蔡菀庭
- 2018國際中華小姐競選– 候選佳麗- 15號蔡菀庭- tvb.com
- 蔡菀庭- 經理人藝員資料-tvb.com （页面存档备份，存于）

| 前任： 李珮儀 | 多倫多華裔小姐競選冠軍 2017年 | 繼任： 楊昳譞 |